# Galle
Galle (singalès: ගාල්ල, romanitzat: Gālla; tàmil: காலி, romanitzat: Kāli) és una ciutat situada en el sud-oest de Sri Lanka, a 119 km de Colombo. És la principal ciutat del sud de l'illa, amb una població d'aproximadament 100.000 habitants. Està connectada per ferrocarril a la capital, Colombo i Matara.
Galle era coneguda com Gimhathiththa abans de l'arribada dels portuguesos al segle XVI, quan era el principal port de l'illa. Ibn Batuta, un viatger musulmà berber marroquí al segle xiv, s'hi va referir com a Qali. Galle va arribar al seu apogeu al segle XVIII durant el període colonial neerlandès. És considerat el millor exemple d'una ciutat fortificada construïda pels portuguesos al sud i sud-est d'Àsia, mostrant la interacció entre els estils arquitectònics portuguesos i les tradicions natives. La ciutat va ser àmpliament fortificada pels neerlandesos a partir de 1649. El fort de Galle és un lloc declarat Patrimoni de la Humanitat per la UNESCO i és la fortalesa més gran que queda a Àsia construïda per ocupants europeus.
Altres llocs de referència destacats a Galle inclouen el port natural de la ciutat, el Museu Marítim Nacional, la catedral de Santa Maria fundada per sacerdots jesuïtes, un dels principals temples de Xiva de l'illa i Amangalla, l'històric hotel de luxe. El 26 de desembre de 2004, la ciutat va ser devastada pel tsunami massiu causat pel terratrèmol de l'oceà Índic de 2004, que es va produir a la costa d'⁣Indonèsia a mil quilòmetres de distància. Només a la ciutat van morir milers de persones. Galle acull l'⁣Estadi Internacional de Galle, que es considera un dels camps de cricket més pintorescs del món. El terreny, que va ser greument danyat pel tsunami, va ser reconstruït i les proves s'hi van reprendre el 18 de desembre de 2007.
Les característiques geogràfiques naturals importants de Galle inclouen Rumassala a Unawatuna, un gran turó semblant a un monticle que forma la barrera protectora oriental del port de Galle. La tradició local associa aquest turó amb alguns esdeveniments del Ramayana, una de les grans epopeies hindús. El riu principal de la zona és el Gin Ganga, que comença des de Gongala Kanda, passa per pobles com Neluwa, Nagoda, Baddegama, Thelikada i Wakwella, i arriba al mar a Gintota. El riu es troba a Wakwella pel pont de Wakwella.

## Història
Es creu que l'actual ciutat de Galle era el port de l'antiga Tharsis, al com el rei hebreu Salomó enviava a cercar l'ivori i els paons que indica la Bíblia. La ciutat de Galle va ser coneguda com a Gimhathiththa (llavors Ibn Battuta en el segle xiv es referia a ella com Qali) abans de l'arribada dels portuguesos en el segle xvi, quan era el principal port de l'illa de Ceilan. Galle tingué el seu apogeu en el segle xviii, abans de l'arribada dels britànics, que van potenciar el desenvolupament de Colombo.
La ciutat fou fundada pels portuguesos al segle xvi, Galle va aconseguir el seu apogeu en el segle xviii, abans de l'arribada dels britànics. És el millor exemple de ciutat fortificada construïda pels europeus a l'Àsia meridional i Sud-oriental, en la qual es pot apreciar la interacció de l'arquitectura europea i les tradicions arquitectòniques i artístiques del sud d'Àsia.

## Barris de la ciutat
Galle està dividida en quinze wards:
- Fort
- Bazaar
- Thalapitiya
- Magalle
- Katugoda
- Ethiligoda
- Dangedara
- Minuwangoda
- Galwadugoda
- Kaluwella
- Dadalla
- Kumbalwella
- Madawalamulla
- Hirmbura

## Galeria d'imatges

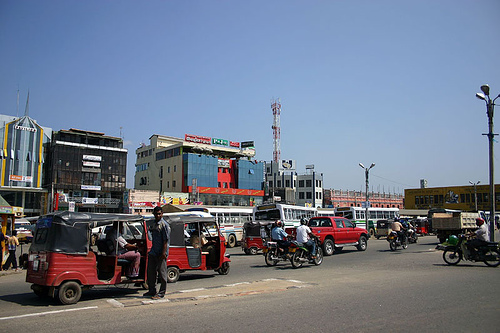
Carrers de Galle
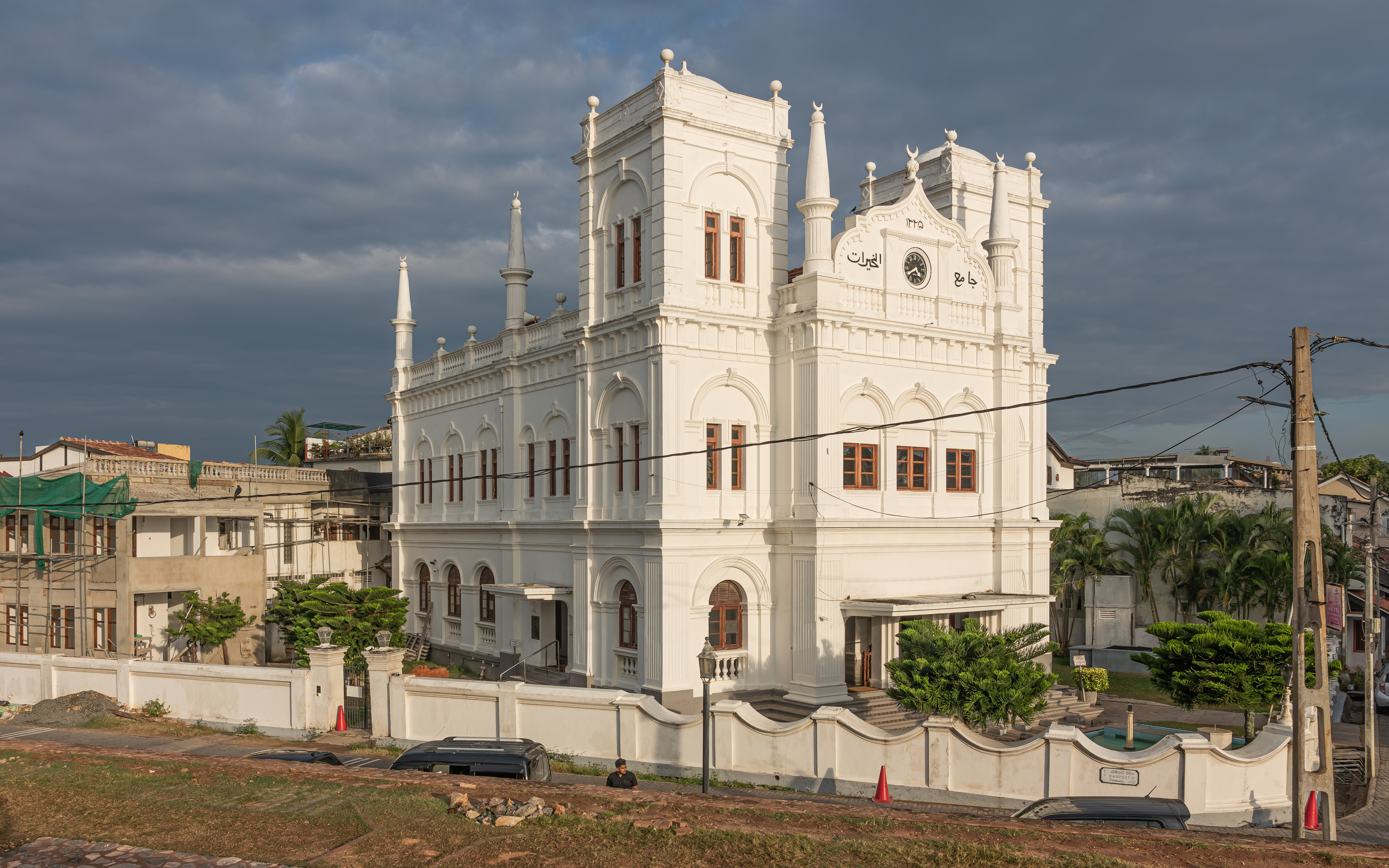
Mesquita de Meera
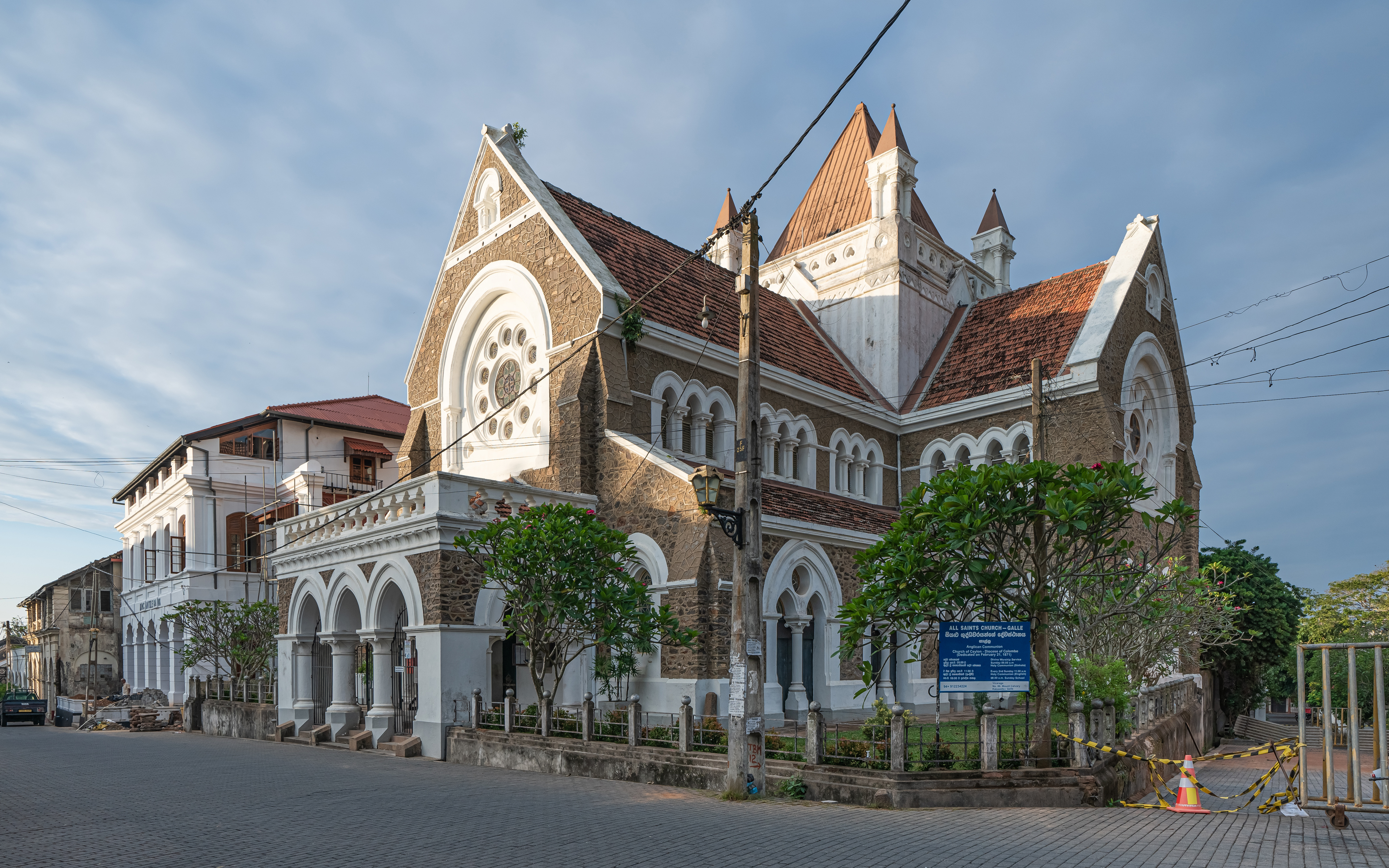
Església de Tots Sants
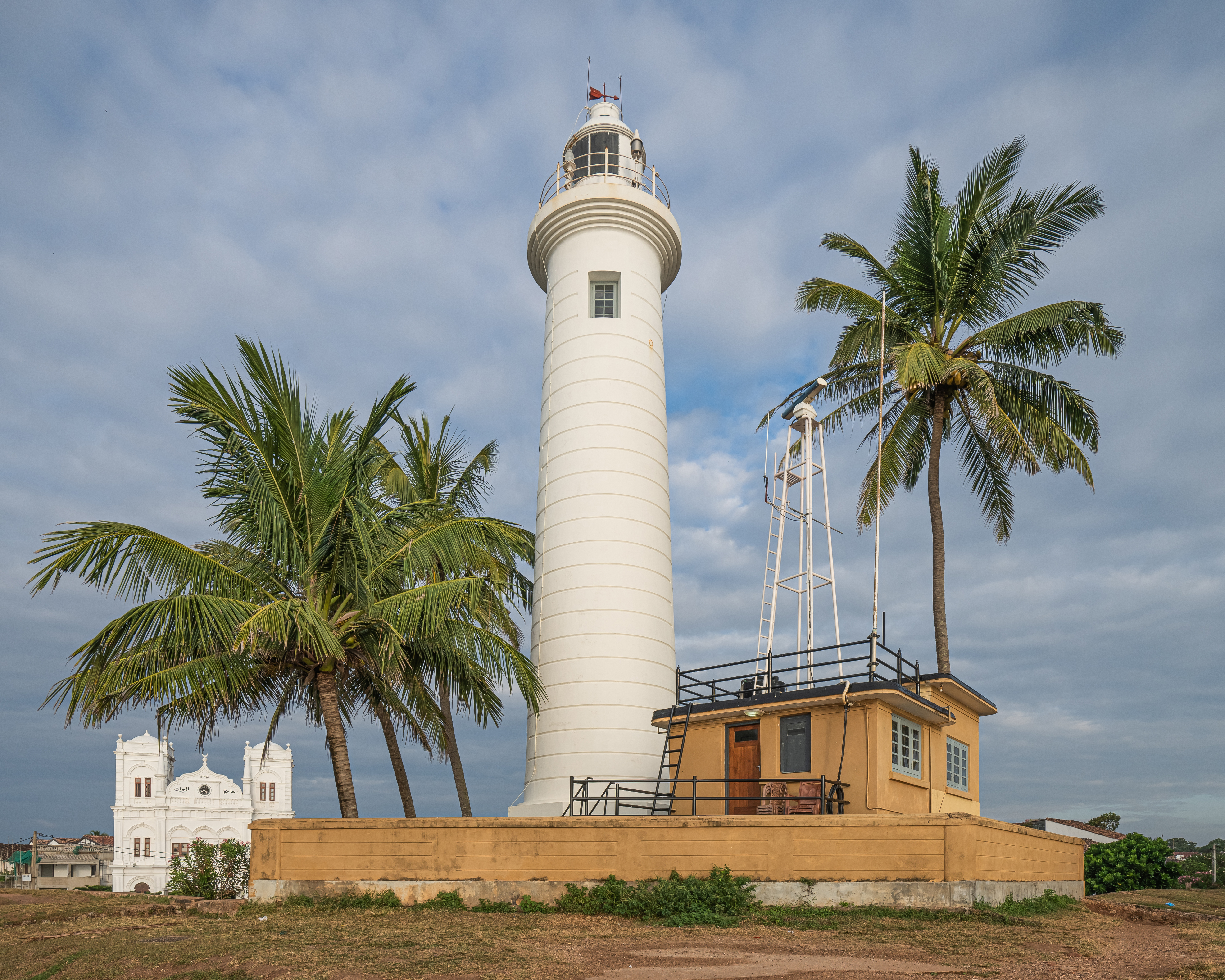
Far de Galle
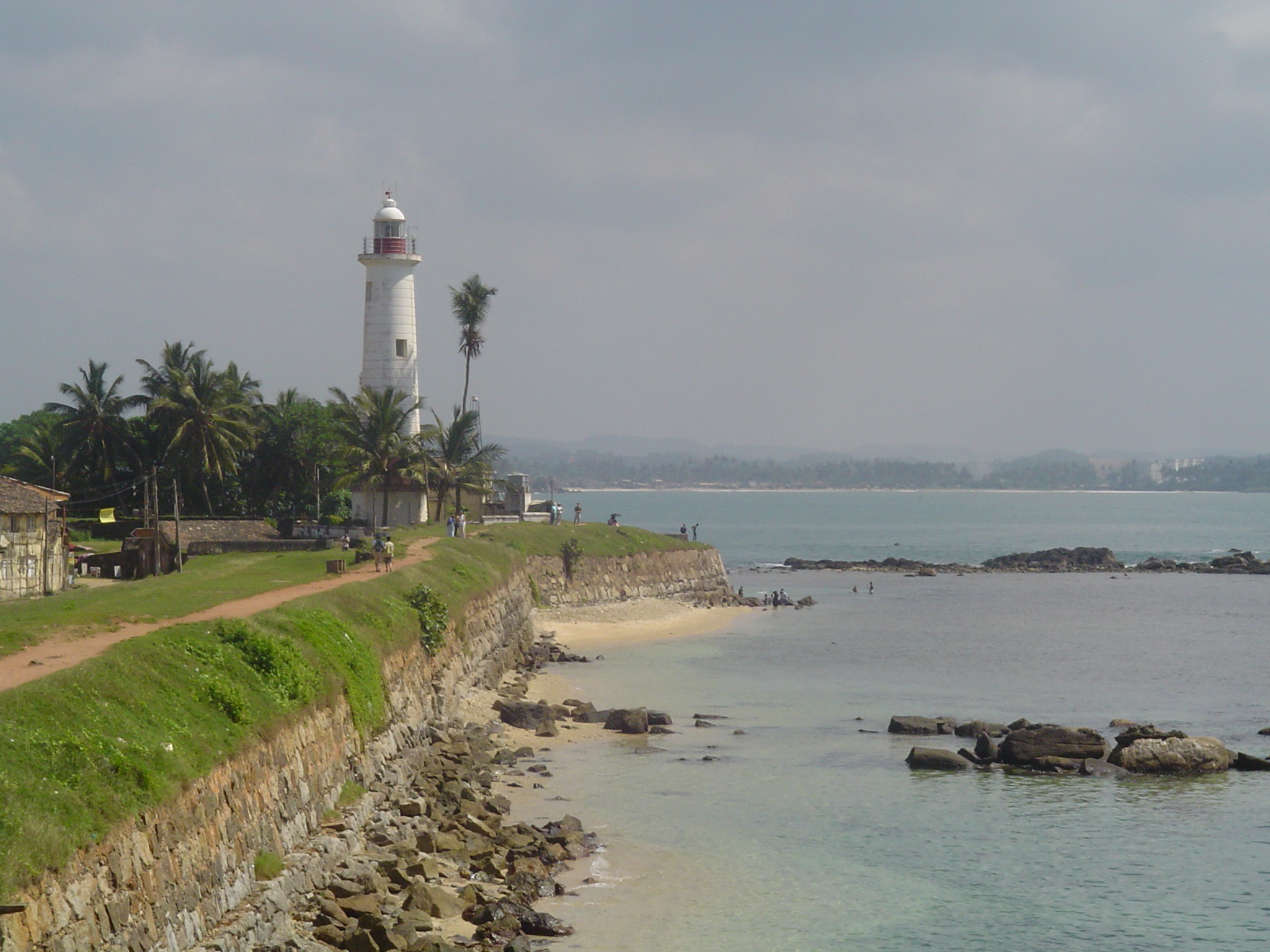
Fortalesa de Galle i far
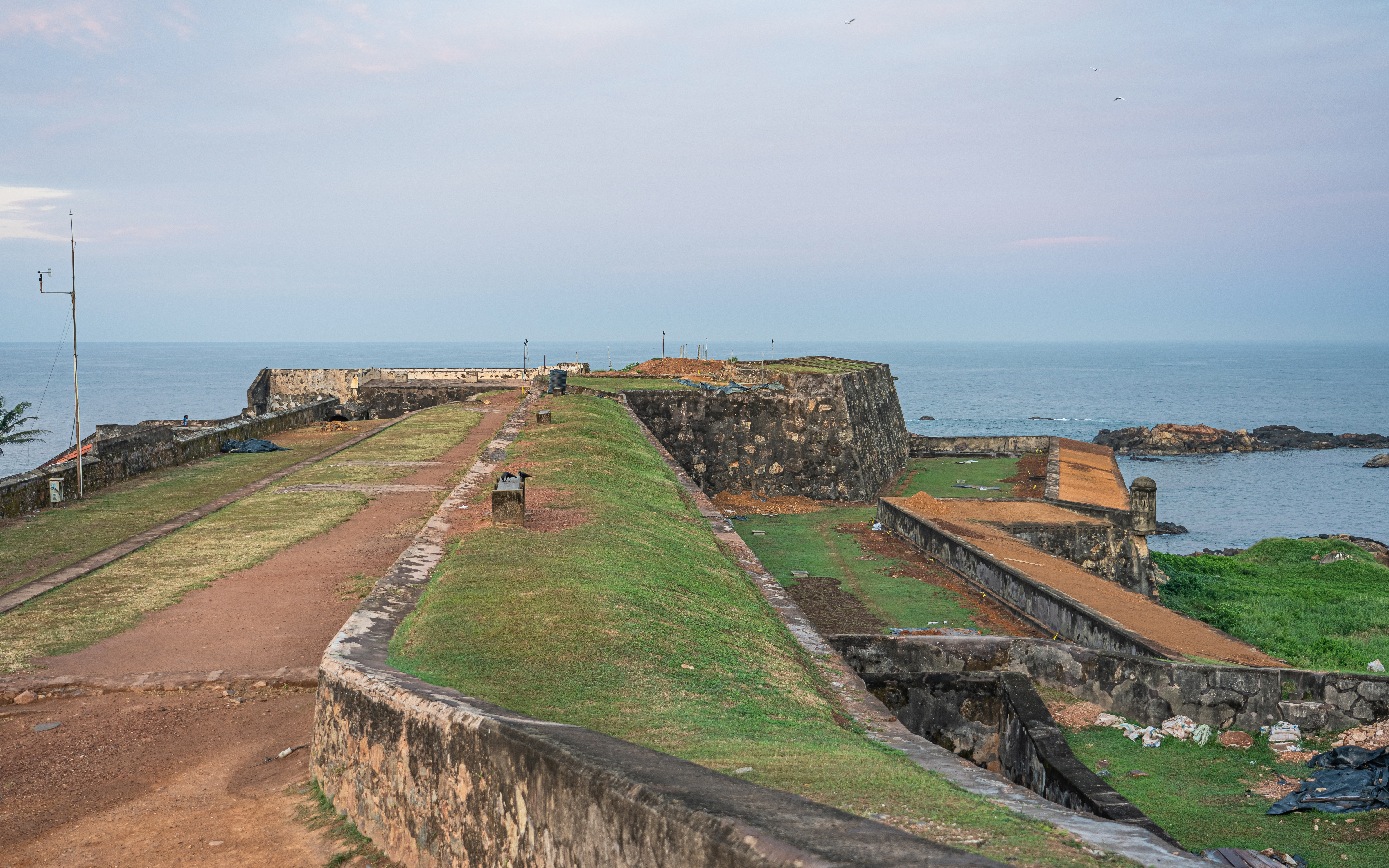
parets revestides d'herba de la fortalesa de Galle
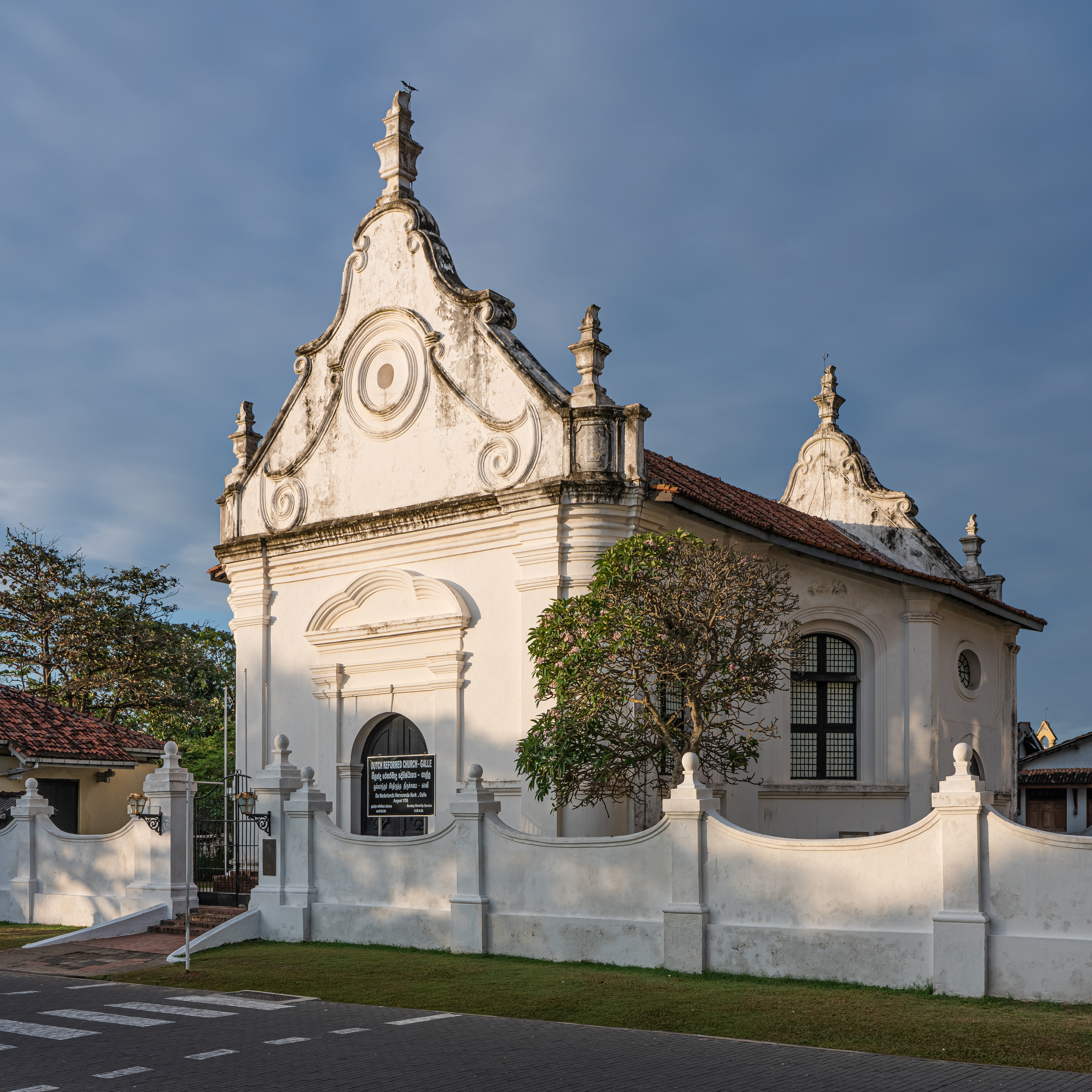
L'església de Groote Kerk
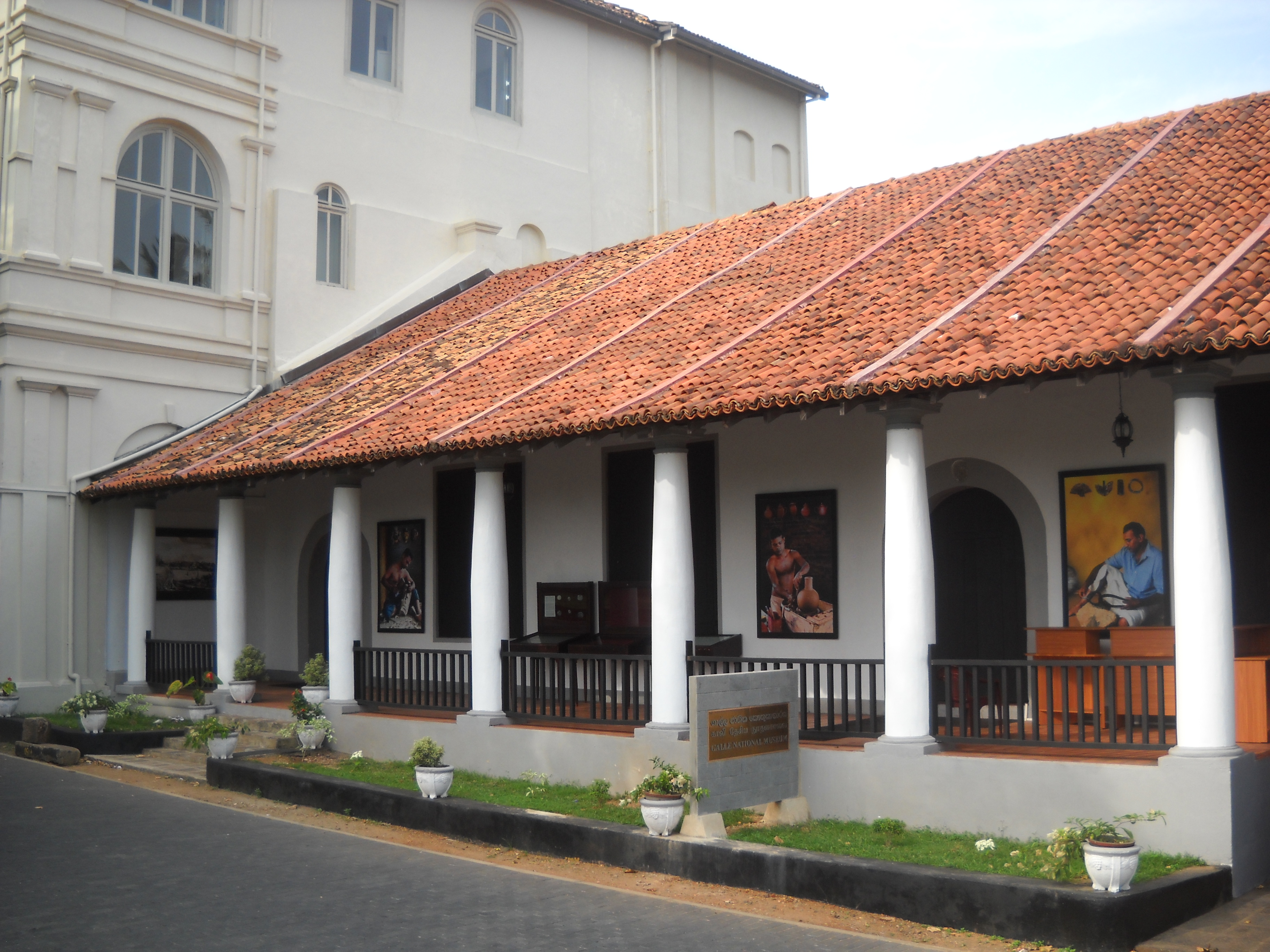
Museu Nacional
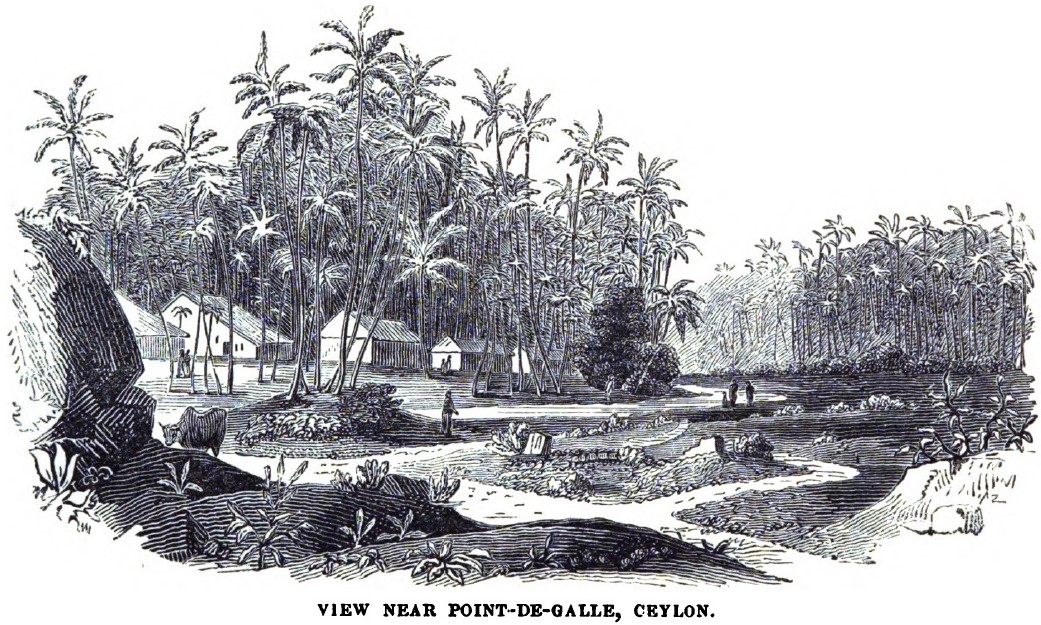
Imatge de Point-De-Galle, Ceylon (1847)